# Terine (Tabuaeran)
Terine (auch: Tenenebo) ist ein Ort im nördlichen Teil des pazifischen Archipels der Line Islands nahe dem Äquator im Staat Kiribati. 2020 wurden 414 Einwohner gezählt.

## Geographie
Terine liegt zusammen mit Paelau und Aontenaa im Südwesten des Atolls Tabuaeran. Im Norden liegt Torea Torea Point in der Lagune.

## Klima
Das Klima ist tropisch heiß, wird jedoch von ständig wehenden Winden gemäßigt. Ebenso wie die anderen Orte der südlichen Line Islands wird Terine gelegentlich von Zyklonen heimgesucht.